# Neuville-sur-Oise
 Neuville-sur-Oise  es una pequeña población y comuna francesa, en la región de Isla de Francia, departamento de Valle del Oise, en el distrito de Pontoise, Mancomuidad de Cergy-Pontoise y cantón de L'Hautil.

## Demografía
| 708 | 905 | 858 | 885 | 1036 | 1433 | 2155 | 2033 | 2766 |
| Para los censos de 1962 a 1999 la población legal corresponde a la población sin duplicidades (Fuente: INSEE [Consultar]) |     |     |     |      |      |      |      |      |